# Strangulace
Strangulace (český ekvivalent zaškrcení se příliš nepoužívá) je definována jako smrt v důsledku uzavření dýchacích cest oběti působením vnějšího násilí na oblast krku. Na krku může být post mortem viditelná strangulační rýha po škrtidle. Podle způsobu, jakým působí vnější násilí na dýchací cesty, rozlišujeme oběšení, uškrcení a zardoušení.

## Rozdělení
Podle použitého škrtidla a mechanizmu škrcení se rozlišují tři typy strangulace:
1. Oběšení - jeden konec škrtidla upevněn k nějakému pevnému předmětu a druhý je alespoň částečně obtočen kolem krku. Uzávěr dýchacích cest nastane působením vlastní váhy těla nebo části těla oběti. K oběšení postačuje i váha vlastní hlavy a proto je v zásadě možné i oběšení v kleče nebo v leže. Oběšením se nejčastěji umírá při sebevraždě, jde o jeden ze způsobů popravy, vzácněji může dojít k oběšení i při nehodě, vražda oběšením je spíše raritní.
2. Uškrcení - krk oběti je stažen škrtidlem, přičemž tah škrtidla vykonává sama oběť, pachatel nebo i další předmět. Nejčastěji jde o vraždu nebo nehodu, možné jsou i sebevraždy.
3. Zardoušení - krk oběti stištěn rukou nebo nohou pachatele. Nehoda vedoucí k zardoušení je poměrně raritní, obvykle bývá spojena s vagovou (reflektorickou) smrtí. Sebevražda zardoušením je prakticky vyloučená, nicméně jsou známy neúspěšné sebevražedné pokusy.

## Strangulační rýha

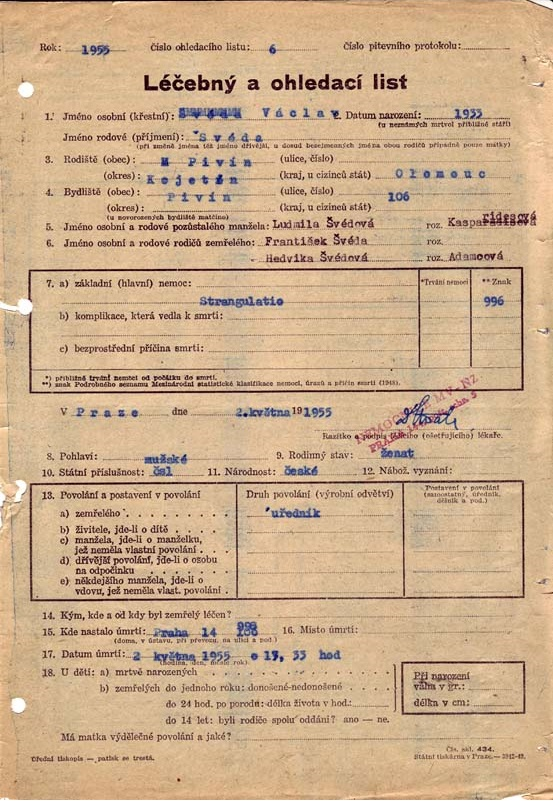
Strangulace uvedena v záznamech o popraveném Václavu Švédovi.

Nejvýraznější stopou na těle oběti je strangulační rýha, tedy otisk škrtidla. Vzhled strangulační rýhy je obvykle charakteristický pro jednotlivé typy strangulace. Vzhled rýhy závisí i na charakteru škrtidla, tuhé škrtidlo zanechává výraznou rýhu, zatímco při použití měkkého škrtidla může být rýha jen lehce naznačená.
V případě oběšení závisí charakter strangulační rýhy na utažení smyčky. Je-li smyčka volná, je strangulační rýha přerušena v místě, kde je škrtidlo zavěšeno, je-li smyčka utažená, bývá rýha nepřerušená, nad závěsem se však mohou objevit oděrky od uzlu. Strangulační rýha při oběšení probíhá typicky šikmo, podle umístění uzlu smyčky může směřovat zepředu dozadu nahoru (uzel smyčky je v týlu oběti), z jedné strany na druhou (uzel smyčky je zhruba u ucha oběti) nebo zezadu dopředu (uzel je před obličejem oběti). Protože oběť na škrtidle visí, liší se obvykle hloubka strangulační rýhy; zatímco pod uzlem smyčky je rýha mělká nebo přerušená, na opačné straně krku je nejhlubší.
V případě uškrcení obvykle působilo škrtidlo na krk oběti na všech místech stejným tlakem, strangulační rýha je proto obvykle souvislá a stejně hluboká. Strangulační rýha může být méně rovnoměrná než strangulační rýha při oběšení, protože tlak šktridla bývá nižší a oběť se může déle bránit.
V případě zardoušení jsou škrtidlem ruce nebo nohy pachatele, o strangulační rýze jako takové nelze mluvit. Na krku, pokud pachatel rdousil holou rukou, jsou obvykle četné oděrky, výrony a podlitiny charakteristického vzhledu. V některých případech jsou změny na kůži jen nepatrné, ale i pak jsou patrné charakteristické rozsáhlé změny v podkožním vazivu.